# شاهدخت قو
شاهدخت قو (به انگلیسی: The Swan Princess) فیلمی در ژانر پویانمایی و فانتزی و محصول ۱۹۹۴ ایالات متحدهٔ آمریکا است. این فیلم برپایهٔ بالهٔ دریاچهٔ قو اثر پیوتر ایلیچ چایکوفسکی ساخته شده‌است. از بازیگران این فیلم می‌توان به میشل نیکاسترو، هاوارد مک‌گلین، جک پالانس، جان کلیز، استیون رایت، سندی دانکن و استیو وینوویچ اشاره کرد؛ این فیلم را ریچارد ریچ که پیشتر در شرکت والت دیزنی کارگردان پویانمایی بود، کارگردانی کرده‌است؛ موسیقی فیلم توسط لکس دو آزودو ساخته شده‌است. فیلم توسط نیو لاین سینما در ایالات متحدهٔ آمریکا و بخشِ جهانیِ سونی پیکچرز ریلیزینگ در خارج از ایالات متحدهٔ آمریکا، در ۱۸ نوامبر ۱۹۹۴ توزیع شد. در حالی که برای ساختن این فیلم ۲۱ میلیون دلار خرج شد، تنها ۹٫۸ میلیون دلار در گیشه به فروش رفت و تبدیل به یک بمب گیشه شد، که تا حدودی دلیل آن می‌تواند انتشار دوبارهٔ شیرشاه (۱۹۹۴) و رقابت سخت با آن باشد؛ فیلم، بعدها از طریق انتشار در رسانهٔ خانگی محبوب شد و از ۱۹۹۷، انتشار دنباله‌های ویدئویی‌اش آغاز شد.
ترانهٔ «فراتر از ابدیت»، که توسط رجینا بل و جفری آزبرن اجرا شده‌است، در ۱۹۹۵ نامزد جایزهٔ گلدن گلوب برای بهترین ترانهٔ غیراقتباسی شد.
به گفتهٔ اسکرین رنت، دیزنی بعدها انتقام خود را با انتشار شاهدخت و قورباغه (۲۰۰۹) گرفت. طرفداران خشمگین شاهدخت قو، از این شاکی بودند که رفتار و ظاهر شاهزاده ناوین (به شکل قورباغه)، شبیه به ژان-باب قورباغهٔ فرانسوی دوست شاهدخت اودت است و هنگامی که طلسم دکتر فاسیلیر شکسته می‌شود و آب شاهزاده ناوین و شاهدخت تیانا را احاطه می‌کند، درست مانند دگرپیکریِ شاهدخت اودت است.

## داستان
پادشاه ویلیام و دوستش ملکه اوبِرتا هردو یک فرزند دارند؛ اوبرتا یک پسر به نام دِرِک دارد و ویلیام یک دختر به نام اودِت دارد. در جشن تولد اودت، اوبرتا و ویلیام نقشه‌ای می‌کشند تا هر تابستان، درک و اودت یکدیگر را ملاقات کنند و با هم وقت بگذرانند، به این امید که آنان عاشق هم شوند و با هم ازدواج کنند تا اوبرتا و ویلیام بتوانند برای همیشه، پادشاهی‌هایشان را با هم متحد کنند. در همین حال، افسون‌گری به نام روثبارت نقشه‌ای می‌کشد برای این‌که پادشاهی ویلیام را از آن خود کند، با تسلط‌یابی بر نوعی از جادوی سیاه شناخته‌شده با عنوان هنرهای ممنوعه. با این حال، ویلیام از نقشه‌های روثبارت خبردار می‌شود و او را دستگیر می‌کند. با وجود این‌که بیشتر مردم خواستار اعدام روثبارت شدند، ویلیام از جان روثبارت می‌گذرد و به جای این‌که او را اعدام کند، برای همیشه او را تبعید می‌کند. روثبارت پیش از این‌که پادشاهی ویلیام را ترک کند، سوگند یاد می‌کند که از ویلیام انتقام خواهد گرفت و قدرت‌هایش را پس خواهد گرفت و هرچیزی که مال ویلیام است را مال خود خواهد کرد؛ البته با گذشت زمان، تهدید روثبارت فراموش می‌شود.
ویلیام و اوبرتا نقشهٔ خود را وارد مرحلهٔ اجرایی می‌کنند. نقشهٔ آن‌ها در زمان کودکی و بعداً در زمان نوجوانی درک و اودت، با شکست مواجه شد چون درک و اودت از هم متنفر بودند، اما در نهایت نقشهٔ آنان می‌گیرد چون درک و اودت در بزرگسالی عاشق هم می‌شوند. با این وجود، درک نمی‌تواند به چیزی غیر از زیبایی اودت به عنوان دلیل علاقه‌اش به او فکر کند، این باعت می‌شود که اودت، درک را طرد کند و همراه با پدرش که ناامید شده‌است، از پادشاهی اوبرتا خارج شوند و به سوی پادشاهی خودشان برگردند. هنگامی که آن‌ها در حال بازگشت به خانه‌شان هستند، روثبارت در کمین آن‌ها نشسته‌است، او قدرت‌هایش را پس گرفته‌است و خود را تبدیل به «جانور بزرگ» می‌کند، وی اودت را می‌رباید و ویلیام را زخمی می‌کند. کاپیتان نیمه‌جانِ ویلیام، خود را به پادشاهی اوبرتا می‌رساند و درک را از آنچه که اتفاق افتاده‌است آگاه می‌کند، درک خود را به صحنه می‌رساند و ویلیام را در حال مرگ می‌بیند، ویلیام دربارهٔ جانور بزرگ به درک می‌گوید که «اینطور که به نظر می‌رسد نیست» … همچنین، ویلیام به درک می‌گوید که اودت رفته‌است و سپس ویلیام می‌میرد. درک دستور می‌دهد که برای یافتن اودت جستجو را آغاز کنند، پس از پایان جستجو و نیافتن هیچ نشانه‌ای از اودت، همهٔ مردم پادشاهی فکر می‌کنند که او درگذشته‌است. اوبرتا تلاش می‌کند که درک را برای یافتن شاهدخت دیگری، تشویق کند، اما درک برای یافتن اودت مصمم است زیرا معتقد است که اودت هنوز زنده است و بالاخره در یک جایی هست.
درک و بهترین دوستش بروملی، هر روز برای روبه‌رویی با جانور بزرگ آماده‌تر از روزهای پیشین هستند؛ اوبرتا یک وَلِی به نام لرد راجرز دارد که هر روز برای تمرین شکار به درک و بروملی کمک می‌کند. در همین حال و در جایی دیگر، روثبارت اودت را مرموزانه در دریاچهٔ قو اسیر کرده‌است. پس از این‌که روثبارت از اودت خواستگاری می‌کند و اودت به او نه می‌گوید، روثبارت اودت را طلسم قدرتمندی می‌کند که در تمام طول روز تبدیل به یک قو شود، البته اگر در شب نور ماه روی دریاچه بایستد، اودت موقتاً تبدیل به یک انسان می‌شود. اودت در زمان اسارتش، با یک لاک‌پشت به نام اسپید، یک قورباغهٔ فرانسوی به نام ژان-باب که ادعا می‌کند یک شاهزاده است و یک طوطی دریایی ایرلندی به نام پافین که یک ستوان است، دوست می‌شود.
پافین و اودت (در شکل قویی‌اش) برای یافتن درک با هم پرواز می‌کنند. به‌طور اتفاقی، آنان با درک در جنگل در حالی که برای یافتن جانور بزرگ تلاش می‌کند، برخورد می‌کنند. درک اودت را با جانور بزرگ اشتباه می‌گیرد (چون در کتابی خوانده بود که موجودی بی‌آزار حضور می‌یابد و سپس تبدیل به جانوری بزرگ می‌شود که «اینطور که به نظر می‌رسد نیست» … این را برداشت می‌کند که اودت یک دگرپیکر است) و تلاش می‌کند که او را بکشد. اودت، درک را به دریاچهٔ قو می‌کشاند و درآنجا درک شاهد بازگشتن اودت به شکل یک انسان با ایستادن نور ماه روی دریاچه است. درک و اودت با هم دیداری عاشقانه می‌گذارند، اودت به درک اطلاع می‌دهد که برای شکستن طلسم، باید پیمان عشق همیشگی را ببندند و آن را به جهان ثابت کنند. درک اودت را به مجلس رقص سلطنتی فردا شب که در کاخ اوبرتا برگزار می‌شود، دعوت می‌کند تا در آن‌جا عشق خود را به جهان ثابت کند. با این حال، پس از رفتن درک، روثبارت که کل مکالمهٔ آن‌ها را شنیده‌است می‌آید و به اودت می‌گوید که هرگز به مجلس رقص سلطنتی نخواهد رفت، چون آن شب «هیچ ماهی نخواهد بود» … اوضاع بدتر می‌شود، روثبارت برای این‌که درک را فریب بدهد تا برای فرد اشتباهی سوگند یاد کند، زیردستِ شاد و جادوپیشهٔ خود، بریجت را تبدیل به همزادِ اودت می‌کند، که قسمت بدتر ماجرا این است که اگر درک برای بریجت در لباس اودت سوگند یاد کند، اودت واقعی کشته خواهد شد. روثبارت، در شبی که مجلس رقص سلطنتی برگزار می‌شود، اودت (در شکل قویی‌اش) و بروملی را که شب گذشته در جنگل یافته بودش، در سیاه‌چال کاخش زندانی می‌کند؛ در همین حال، بریجت که به شکل اودت درآمده‌است، در حال رقص با درک است و درک از هویت واقعی بریجت آگاه نیست.
در همین حال، پافین، اسپید و ژان-باب موفق می‌شوند که اودت را، از طریق دوئل با دو الیگاتور گرسنه از سیاه‌چال آزاد کنند، اودت برای این‌که به درک هشدار دهد به سوی کاخ اوبرتا پرواز می‌کند اما دیگر خیلی دیر شده‌است، درک برای فرد اشتباهی سوگند یاد کرده‌است. درست در آن زمان، روثبارت با خوشحالی وارد می‌شود و شکل واقعی بریجت را برای درک آشکار می‌کند. درک که اشتباه خود را متوجه شده‌است، اودت را در حال بازگشت به دریاچهٔ قو دنبال می‌کند، جایی که اودت برای واپسین بار، به شکل انسانی‌اش درمی‌آید؛ در حالی که درک، اودت را در آغوش گرفته‌است، اودت پیش از مرگ به درک می‌گوید که عاشقِ اوست. درک دل‌شکسته و خشمگین، با روثبارت روبه‌رو می‌شود و از او می‌خواهد که طلسم را بشکند و نگذارد اودت بمیرد، روثبارت قول می‌دهد که این کار را انجام دهد، اما تنها در صورتی که درک او را شکست دهد. روثبارت دوباره خود را تبدیل به جانور بزرگ می‌کند و نبردی میان او و درک رخ می‌دهد، که او بر درک چیره می‌شود. با این حال، دوستان حیوانی اودت، کمان درک را که از او گرفته شده بود به او برمی‌گردانند و بروملی که از سیاه‌چال فرار کرده‌است، یک تیر به درک می‌دهد که درک آن را به قلب روثبارت شلیک می‌کند و او را فوراً می‌کشد.
پس از آن، درک با گریه، عشق خود را به اودت اعتراف می‌کند و متوجه می‌شود که اودت، همان فردی است که عاشقش است و اودت به زندگی برمی‌گردد، چون طلسمش توسط عشق درک شکسته شده‌است. درک و اودت ازدواج می‌کنند و آنان به همراه راجرز، بروملی، اوبرتا، خدمتکاران ویلیام و دوستان حیوانی اودت به کاخ پیشین روثبارت نقل مکان می‌کنند. در همین حال، بریجت به اودت و درک می‌پیوندد و همچنین عاشق سِر چمبرلین، لاکیِ اوبرتا می‌شود، پافین، ژنرال ارتش قوها می‌شود، اودت ژان-باب را می‌بوسد که باعث تشنج ژان-باب می‌شود، اما ژان-باب تبدیل به یک شاهزاده نمی‌شود … درک و اودت هم، برای همیشه به خوبی و خوشی زندگی می‌کنند.

## صداپیشگان
- میشل نیکاسترو (صحبت)، لیز کالاوی (آواز) و ادرین ظهیری (کودکی) در نقش شاهدخت اودت، زنی زیبا و مهربان که توسط افسون‌گری به نام روثبارت تبدیل به یک قو می‌شود و تنها هنگامی که بازتاب ماه روی دریاچهٔ قو بیافتد، تبدیل به انسان می‌شود.
- هاوارد مک‌گلین و آدام وایلی (کودکی) در نقش شاهزاده درک، مردی خوش‌هیکل و دلیر که طلسم روثبارت روی شاهدخت اودت را می‌شکند و با او ازدواج می‌کند.
- جک پالانس (صحبت) و لکس دو آزودو (آواز) در نقش سِر روثبارت، افسون‌گری بدجنس که قصد دارد پادشاهی ویلیام را از آن خود کند، وی برای انتقام‌گیری از پادشاه ویلیام برای این‌که او را برای همیشه تبعید کرد، شاهدخت اودت را طلسم می‌کند.
- جان کلیز (صحبت) و دیوید زیپل (آواز) در نقش ژان-باب، قورباغه‌ای فرانسوی و یکی از دوستان حیوانی شاهدخت اودت که خیال می‌کند یک شاهزاده است.
- استیون رایت (صحبت) و جاناتان هادری (آواز) در نقش لورنزو تراجالانگ، شناخته‌شده به عنوان اسپید، لاک‌پشت دوست حیوانی شاهدخت اودت.
- استیو وینوویچ در نقش ستوان/ژنرال پافین، یک طوطی دریایی ایرلندی دوست حیوانی شاهدخت اودت.
- سندی دانکن در نقش ملکه اوبرتا، مادر شاهزاده درک و مادرشوهر شاهدخت اودت که از زمان کودکیِ پسر و عروس آینده‌اش، همراه با دوستش پادشاه ویلیام برای ازدواج آن‌ها نقشه کشیده بود.
- جیمز آرینگتون (صحبت) و دیویس گینز (آواز) در نقش سِر چمبرلین، لاکیِ ملکه اوبرتا و معشوق مادام بریجت.
- داکین متیوز در نقش پادشاه ویلیام، پدر شاهدخت اودت و پدرزن شاهزاده درک که از زمان کودکیِ دختر و داماد آینده‌اش، همراه با دوستش ملکه اوبرتا برای ازدواج آن‌ها نقشه کشیده بود.
- مارک هیرلیک در نقش لرد راجرز، خدمتکار ملکه اوبرتا که در تمرین شکار جانور بزرگ به شاهزاده درک و بروملی کمک کرد.
- جوئل مک‌کینن در نقش بروملی، صمیمی‌ترین دوست شاهزاده درک که یک ترسو است.
- بس هاپر در نقش مادام بریجت، دستیارِ پیشین سِر روثبارت، از خدمتکاران ملکه اوبرتا و معشوق سِر چمبرلین که بسیار شاد است.
- تام آلن رابینز در نقش موسیقی‌دانان، که در تمرین شکار جانور بزرگ، هدف شاهزاده درک قرار گرفتند.
- برایان نیسن در نقش راوی

## تولید
ریچارد ریچ پیشتر روباه و سگ شکاری (۱۹۸۱) و دیگ سیاه (۱۹۸۵) را در استودیو انیمیشن والت دیزنی واقع در بربنک، کالیفرنیا کارگردانی کرده بود و قرار بود که الیور و دوستان (۱۹۸۸) را هم کارگردانی کند اما توسط رئیس استودیو، پیتر اشنایدر اخراج شد. پس از این‌که او از استودیو اخراج شد، استودیوی خودش را با نام استودیو انیمیشن ریچ با ۲۶ کارکن تأسیس کرد که بیشتر کارکنان کلیدی‌اش از دیزنی بودند، از جمله مدیر بازاریابیِ شرکت مت میزر. جرد اف. براون از شرکت لیوینگ اسکریپچرز نیز، از ریچ برای تولید ویدئوهای پویانمایی ۳۰ دقیقه‌ای برپایهٔ خواندن کاست‌های صوتی کتاب مورمون بهره می‌برد.
ریچ با الهام‌گیری از موفقیت فیلم‌های پویانمایی دان بلات و رنسانس انیمیشن ۱۹۸۹ تا ۱۹۹۹ دیزنی، تصمیم گرفت که اقتباسی از نسخهٔ داستان عامیانهٔ آلمانی یعنی همان دریاچهٔ قو را بسازد. در طول تولید، برای فیلمنامه ۱۲ پیش‌نویس در طی ۲ سال نوشته و پشت سر گذاشته شد. ریچ بعدها تلاش کرد که فیلمنامه‌اش را به چندین استودیوی هالیوودی بفروشد اما موفق نشد. بعدها، جرد اف. براون ایدهٔ ادغام استودیو انیمیشن ریچ، فمیلی اینترتینمنت نتورک و شرکت کاست دوپلیکیتورز را مطرح می‌کند، از یک دستگاه تکثیر کاست، برای یک شرکت هلدینگ تولیدی به نام نست اینترتینمنت در وست ولی سیتی، یوتا بهره‌برداری شد.
فیلم با نقاشی دستی سل ساخته شد، تکنیکی خسته‌کننده که باعث شد ریچ و گروهش بیشتر از ۴ سال برای تولید محصول نهایی وقت بگذارند. بیشتر نقاشی سل در استودیو هانهو هیونگ-آپ در سئول، کرهٔ جنوبی انجام شد. به صورت کلی، ۲۷۵ پویانما و هنرمند در مرحلهٔ تولیدی این فیلم، مشارکت‌هایی داشته‌اند.

## موسیقی
ریچارد ریچ با دیوید زیپل برای نوشتن متن ترانه‌های شاهدخت قو تماس گرفت، ترانه‌ها و موسیقی هم، توسط لکس دو آزودو ساخته شده‌است.
ترانهٔ «فراتر از ابدیت» توسط دو آزودو و زیپل نوشته شده‌است. در فیلم، این ترانه توسط خوانندگان لیز کالاوی (صدای آواز شاهدخت اودت) و هاوارد مک‌گلین (صدای صحبت و آواز شاهزاده درک) اجرا شد. در تیتراژ پایانی، یک نسخهٔ پاپ/ریتم اند بلوز از این ترانه، توسط هنرمندان رجینا بل و جفری آزبرن اجرا شده‌است. در دنبالهٔ ۱۹۹۷ به نام فرار از قلعهٔ کوهستانی، میشل نیکاسترو تکراری از این ترانه را می‌خواند.
کرین جیمز از نیویورک تایمز، نوشت که: «ملودیِ فراتر از ابدیت» … بازتابِ ۵ نت نخست «دیو و دلبر» است. مورخ پویانمایی، جری بک در کتابِ خود، راهنمای فیلم پویانمایی نوشت که این ترانه ریشه‌ای اعتقادی دارد. تک‌آهنگ پاپ به صورت مشترک توسط سونی واندر و سونی ۵۵۰ موزیک منتشر شد. موزیک‌هاند ساندترکس: راهنمای ضروری آلبوم موسیقی برای فیلم، موسیقی و تلویزیون، «بالاد بزرگ ظاهراً اجباری» را «خیلی آزاردهنده» نامید، زیرا «یک نت هنری کاملاً متفاوت» در ارتباط با چشم‌انداز موسیقایی فیلم «را ایجاد [می‌کند]». نسخهٔ ۱۹۹۵ راهنمای فیلم سینمایی، حس می‌کرد که «[برای] موضوع عشق [که در این ترانه هست]» ترانه شایستهٔ دریافت گلدن گلوب است. جان هارتل از سیاتل تایمز، این ترانه را «پافشاری‌کننده» دانست و نوشت که شنوندگان ممکن است از آواز «زود سیر شوند».
«فراتر از ابدیت»، در ۱۹۹۵ نامزد جایزهٔ گلدن گلوب برای بهترین ترانهٔ غیراقتباسی شد.

## انتشار
هنگامی که ساخت شاهدخت قو داشت به پایان می‌رسید، نیو لاین سینما حق پخش فیلم در ایالات متحدهٔ آمریکا و بخشِ جهانیِ سونی پیکچرز ریلیزینگ، حق پخش فیلم در خارج از ایالات متحدهٔ آمریکا را خریدند.

### بازاریابی
پیلزبوری همکاری‌اش با ترنر اینترتینمنت را برای یک کمپین بازاریابی، که انتشار فیلم در رسانهٔ خانگی را تبلیغ می‌کرد آغاز کرد.

### رسانهٔ خانگی
ترنر هوم اینترتینمنت، نخست شاهدخت قو را در وی‌اچ‌اس و دیسک لیزری در مجموعهٔ ترنر فمیلی شوکیس در ۳ اوت ۱۹۹۵ منتشر کرد؛ فیلم بیش از ۲٫۵ میلیون عدد به فروش رفت. در خارج از ایالات متحدهٔ آمریکا، بخشِ جهانیِ سونی پیکچرز ریلیزینگ فیلم را در وی‌اچ‌اس منتشر کرد. در ۳۰ مارس ۲۰۰۴، سونی پیکچرز ریلیزینگ فیلم را برای نخستین بار در دی‌وی‌دی منتشر کرد. نسخهٔ ویژهٔ دی‌وی‌دی، شامل چند ویژگی اضافی از جمله تریلر، همراهی در خواندن، همراهی در آوازخوانی و یک سری بازی است. سونی پیکچرز هوم اینترتینمنت، بعدها دی‌وی‌دی را در ۱۸ اوت ۲۰۰۹ دوباره منتشر کرد، که به عنوان یک دی‌وی‌دی دوفیلمه همراه با دنبالهٔ شاهدخت قو با نام شاهدخت قو ۳: راز گنج طلسم‌شده (۱۹۹۸) بود. نسخهٔ بلوری این فیلم، در ۲۹ اکتبر ۲۰۱۹ به مناسبت بیست و پنجمین سالگردش منتشر شد.

## بازخورد

### واکنش انتقادی
شاهدخت قو با نقدهای مطلوبی مواجه شد. راجر ایبرت از شیکاگو سان-تایمز، به این فیلم ۳ ستاره از ۴ ستاره داد و نوشت: «ریچارد ریچ با وجود منابع نسبتاً محدودی که در اختیار داشت، نشان می‌دهد که رنسانس اخیر انیمیشن دیزنی را درک می‌کند و می‌تواند که مقداری از همان جادو را خلق کند. این فیلم در همان اتحاد چهار بزرگ دیزنی نیست، برای بزرگسالان هم جذابیتی یکسان [با کودکان] ندارد، اما به عنوان [یک] سرگرمی خانوادگی می‌درخشد و شاد است، لحظات [خاص] خودش را هم دارد.» به‌طور مشابه، هال هینسون از واشینگتن پست هم گفت که این فیلم از شیرشاه (۱۹۹۴) بهتر است و از این‌که فیلم روان است هم تعریف کرد، «همراه با [برداشتن] گام‌های بی‌عجله، مفهوم اصیل رنگ [را می‌رساند]»، هرچند او امتیاز ۹ را خیلی متمایز می‌پندارد. کرین جیمز از نیویورک تایمز نوشت که فیلم به دیو و دلبر (۱۹۹۱) شباهت دارد، وی نوشت: «خوب یا سرزنده [نبود]، اما در عین حال خوشمزه است، باید کودکان را مشغول کند و همین‌طور والدین گرفتارشان را هم سرگرم کند.»
برایان لوری از ورایتی اظهار داشت که فیلم «از لحاظ فنی تأثیرگذار است، اما از نظر داستانی نسبتاً بی‌مزه و بی‌حال است.» جیمز براردینلی از ریل‌ویوز، به فیلم 21⁄2 از ۴ ستاره داد و نوشت: «بیشتر شاهدخت قو بی‌مزه و بی‌الهام است»، با این وجود، این را هم نوشت که «با وجود مشکلاتی که دارد، یکی از بهترین تولیدات انیمیشنی غیردیزنی است که مدتی پیش ساخته شده‌است.» جین سیسکل از شیکاگو تریبون، به فیلم از ۴ ستاره ۲ تا را داد و نوشت: «داستانی هست که به صورت تصادفی در رابطه با یک شاهزاده و شاهدخت خسته‌کننده که یک جادوگر کسل‌کننده او را آزار می‌دهد، ترسیم شده‌است. ترانه‌ها ضعیف هستند و مدیران هیچ ارتباطی با هم برقرار نمی‌کنند.» در راتن تومیتوز، شاهدخت قو برپایهٔ ۱۲ بررسی ۵۰٪ امتیازِ تأییدشده و میانگین امتیاز ۵٫۴ از ۱۰ را دارد.

### گیشه
در آخر هفتهٔ گشایش، شاهدخت قو با ۲٫۴ میلیون دلار در جایگاه دهم گیشه منتشر شد. فیلم سرانجام به فروش ۹٫۸ میلیون دلاری در برابر بودجهٔ ۲۱ میلیون دلاری رسید و تبدیل به یک بمب گیشه شد، بیشتر به دلیل رقابت سخت با چندین فیلم خانوادگی دیگر و انتشار دوبارهٔ شیرشاه.
انتشار دوبارهٔ شیرشاه توسط دیزنی و درست در زمان انتشار شاهدخت قو، توسط ورایتی یک «خرابکاری» دانسته شد.